# Pedilus xanthopus
Pedilus xanthopus is een keversoort uit de familie vuurkevers (Pyrochroidae). De wetenschappelijke naam van de soort is voor het eerst geldig gepubliceerd in 1899 door Semenov.